# Ellen Marsvin
Ellen Marsvin (née le 1er février 1572 et morte le 11 novembre 1649) fut une aristocrate et une propriétaire terrienne danoise. Sa fille, Christine Munk, devint la seconde épouse de Christian IV, roi du Danemark.

## Enfance
Ellen Marsvin était la fille de Jørgen Marsvin, membre du conseil du royaume du Danemark et gouverneur du comté de Landskrone, et de son épouse, Karen Gyldenstierne. Le nom de marsvin signifie « marsouin » en danois ; ce mammifère marin figure effectivement sur le blason de la famille.
Ellen naquit au château de Landskrone (l’actuelle Landskrona), dans la province de Scanie, sous souveraineté danoise à l’époque. Son père faisant partie de l’élite politico-économique du royaume de Danemark, elle grandit dans un milieu qui brassait l’argent et multipliait les acquisitions foncières et les chantiers. Devenu gouverneur du comté d’Odense, en Fionie, Jørgen Marsvin fut muté en 1578 dans les mêmes fonctions à Sölvesborg, en Scanie, peut-être à la suite de plaintes sur la rigueur et l’inflexibilité avec lesquelles il exerçait sa charge.

## Premier mariage
Le 29 juin 1589, à 17 ans, Ellen fut mariée par ses parents à Ludvig Munk de Nørlund ; âgé de 52 ans, l’époux avait fait une carrière de maréchal de la Cour et de gouverneur général de Norvège, où il administrait encore un fief, et était doté d’un tempérament aussi énergique que son beau-père. Le couple eut une fille, Christine (Kirsten), née le 6 juillet 1598. Dès cette époque, il est probable que la jeune aristocrate dut, peut-être au détriment de l'éducation de la jeune Christine, s’occuper de la gestion quotidienne de ses domaines lorsque son mari était en déplacement dans ses terres norvégiennes, tout comme elle eut également à le faire après sa mort, survenue le 8 avril 1602.

## Second mariage
Cinq ans plus tard, le 11 janvier 1607, elle épousa en secondes noces un autre quinquagénaire, Knud Rud de Sandholt, à Odense, ville dont il était le gouverneur. Le couple n’eut pas d’enfants mais ce mariage renforça encore ses liens avec la haute aristocratie. Le 22 juillet 1611, elle tomba à nouveau veuve et se consacra avec ardeur à gérer ses biens, à acquérir d'autres domaines et à y bâtir abondamment. Elle acquit la réputation d’une femme énergique, voire âpre en affaires et, par une série de transactions avisées, devint la plus importante propriétaire foncière de Fionie.

## La belle-mère du roi
L'influence d'Ellen Marsvin s'accrut encore en 1615, quand lors d'une fête qu'elle avait organisée dans son domaine de Lundegård, le roi Christian IV, qui était veuf, s'éprit de sa fille, Christine Munk. Souhaitant qu'elle ne fût pas qu'une simple favorite, elle obtint, la même année, qu'il conclue avec elle un mariage morganatique, non sans l'avoir amené à signer un acte garantissant qu'après sa mort, sa jeune épouse conserverait à vie la jouissance de ses domaines.
Admirant les talents d'administratrice d'Ellen et ses connaissances d'économie rurale, le souverain lui ménagea une place importante à la cour: elle fut l'une des rares femmes à avoir été placées à la tête d'un fief, en l'occurrence celui du monastère de Dalum, qu'elle administra de 1620 à 1639. Elle obtint la charge d'assurer l'avitaillement de la flotte royale et servit d'intermédiaire dans des transactions foncières pour le compte de la Couronne.
De même, le monarque lui confia le soin d'élever la progéniture du couple royal, lequel, outre deux enfants mort-nés, n'eut que deux garçons, dont un seul, Valdemar Christian, atteignit l'âge adulte, et huit filles, dont Leonora Christina, qui, ayant épousé le comte Corfitz Ulfeldt, devait connaître d'extraordinaires revers de fortune et fut notamment incarcérée plus de vingt ans dans la Tour Bleue du Château de Copenhague. Peu encline à s'épancher et intensément engagée dans l'activité économique, Ellen Marsvin exerça donc un très fort ascendant sur sa fille Christine comme sur ses petits-enfants.

## Disgrâce
Accablée par ses multiples maternités et négligée par le roi, Christine Munk noua une liaison avec le comte Otto Ludwig de Salm, wildgrave et rhingrave de Kyrburg et Mörchingen. Son mari en ayant eu vent, Ellen Marsvin tenta de garder ses entrées auprès de lui, voire de lui faire porter la responsabilité de la crise de son mariage en poussant dans ses bras une ancienne camérière de sa fille, du nom de Vibeke Kruse. Celle-ci devint cependant la maîtresse attitrée de Christian IV et devait le rester jusqu'à sa mort, en 1648, lui donnant un fils et une fille.
En 1629, l'épouse du roi mit au monde une dernière fille, Dorothée Élisabeth. En 1630, sa situation s'étant encore dégradée, elle demanda à pouvoir quitter la cour et se réfugia chez sa mère, qui lui réserva un accueil des plus froids. Elle se rendit ensuite chez diverses connaissances puis, sur ordre royal, fut assignée à résidence dans deux domaines d'Ellen Marsvin, Boller et Rosenvold, qu'il lui avait demandé de mettre à sa disposition. Ce faisant, il mettait fin à leur union, sinon en droit, du moins dans les faits.
À forcer d'insister pour qu'il reconnaisse la petite Dorothée Élisabeth, qu'il qualifiait de "Mademoiselle la Déclassée", Ellen Marsvin finit par susciter l'irritation du roi, qui la déchargea finalement de ses missions d'éducation des princes royaux et, en 1639, lui retira la gestion du fief de Dalum. Pour compenser cette perte d'influence, elle s'appuya alors sur la coterie des beaux-fils de sa fille.

## Retraite
Au début de la décennie 1640, Ellen Marsvin délaissa le monde de la cour et la scène politique pour se retirer dans son domaine fionien d'Ulfeldtsholm, l'actuel château de Holckenhavn, qu'elle avait rebaptisé Ellensborg ("château d'Ellen"). Elle y décéda le 11 novembre 1649 et fut inhumée aux côtés de ses deux maris dans la crypte de l'église de Nørre Broby, dans le centre de la Fionie.

## Patrimoine foncier
D'Ellen Marsvin, la postérité a essentiellement gardé le souvenir du vaste patrimoine foncier qu'elle s'était constitué et de ses multiples constructions. 

### Dans le Jutland
De son premier mari, elle avait hérité le domaine de Nørlund, dans le Nord de la péninsule, et le conserva jusqu'en 1616.
Sur la côte orientale de la presqu'île, elle acheta, en 1622-1623, les châteaux de Boller et Rosenvold aux créanciers de la succession d'Otte Christopher Rosenkrantz (1569-1621). Comme elle utilisa pour cette acquisition des fonds en provenance de la cassette du roi Christian IV, son beau-fils, on pense qu'elle servit en fait de prête-nom. En 1630, elle dut d'ailleurs rétrocéder les deux domaines à sa fille bannie de la cour.

### Sur Seeland
Dans l'Est de l'île de Seeland, c'est auprès de Holger Rosenkrantz le Savant qu'elle fit l'acquisition, en 1615, de Lellinge, ainsi que de la partie orientale du domaine de Vallø, avec Egøjegård, qu'elle céda de son vivant à sa fille Christine Munk.

### En Fionie
Le gros du patrimoine foncier d'Ellen Marsvin était cependant situé en Fionie et dans de petites îles à proximité immédiate.
Elle avait reçu en héritage de son premier mari le château de Lundegård, dans le Nord de l'île; elle fit bâtir une grange sur ce domaine.
En 1615, elle acheta au chancelier Jacob Ulfeldt le château d'Ulfeldtsholm, l'actuel Holckenhavn, sur la côte orientale de l'île, à proximité de Nyborg, et y accomplit d'importants travaux entre 1629 et 1636: elle le dota de quatre tours et deux ailes supplémentaires, avec une somptueuse chapelle au décor de bois sculpté et fit également bâtir des étables et des écuries. C'est dans ce domaine rebaptisé "Ellensborg" ou "château d'Ellen", qu'elle fixa sa résidence à partir de 1639 à sa mort.
En 1623, un autre membre de la lignée des Rosenkrantz, Jacob, fils de l'ancien gouverneur de la forteresse de Bergen, Erik Ottesen Rosenkrantz, lui vendit le château de Kærstrup, qui s'élevait, à 2 km au Sud-Ouest de l'actuel château de Valdemar, sur l'île de Tåsinge, face à la principale ville du Sud de la Fionie, Svendborg. Par la même transaction, elle devint propriétaire de la majeure partie des terres de la petite île. De son vivant, elle légua ce domaine à sa fille et à Valdemar Christian l'unique fils que celle-ci avait eu avec le roi Christian IV et pour lequel il fit édifier le château de Valdemar.
En 1625, Claus Brockenhuus céda à Ellen Marsvin le château de Vejlegård, au centre de l'île et non loin du village de Nørre Broby, dont la crypte de l'église abrite son tombeau et celui de ses deux maris.
Cette même année 1625, elle prit possession, par échange avec la Couronne, d'une autre île proche de Svendborg, Thurø, où elle fit construire par la suite une grange et une église.
En Fionie, il faut encore ajouter à ces possessions le fief de l'abbaye de Dalum, qu'elle administra de 1620 à 1639, hormis une brève interruption de 1628 à 1629. À cette époque, sa résidence principale était fixée dans l'ancien monastère, où elle fit effectuer de nombreux travaux.
Des propriétés fioniennes de son second mari, elle ne parvint pas à garder, près de son domaine de Vejlegård, le château de Sandholt, qui revint à son beau-frère Corfits Rud, lequel lui intenta un procès, qu'il remporta, parce qu'elle avait démoli les ailes des tours de la cour.